# سید محمدرضا حسینی شیرازی
سید محمدرضا حسینی شیرازی (زادهٔ ۱۳۷۹ قمری در کربلا) روحانی شیعه، مدرس علم اخلاق و از مجتهدین شیعه بود. وی فرزند سید محمد حسینی شیرازی و برادر زادهٔ سید صادق حسینی شیرازی است. محمدرضا شیرازی با نوشتن کتاب الترتب در سن ۲۸ سالگی اجازهٔ اجتهاد را از برخی از مراجع تقلید شیعه گرفت.
سید محمدرضا حسینی شیرازی در سال ۱۳۸۷ درگذشت. شیرازی از شاگردان سید صادق شیرازی و گزینهٔ جایگزینی او بود.

## تحصیلات
او تحصیلات علوم دینی را از کودکی با وارد شدن به مدرسه حفاظ کربلا آغاز کرد. در سن ۱۰ سالگی به دست پدرش ملبس به لباس روحانیت شد. با وارد شدن به حوزه علمیه کربلا، مقدمات علوم دینی و سطوح اولیه حوزه را نزد استادان آن حوزه فراگرفت تا اینکه بر اثر فشارهای حکومت بعث عراق بر پدرش، مجبور به ترک عراق شد و ابتدا، به سوریه و از آن جا به کویت رفت. در کویت، تحصیلات حوزوی خود را از سر گرفت و نزد اساتیدی چون پدر و عمویش سید صادق شیرازی ادامه تحصیل داد. در کویت سطوح حوزه (رسائل و مکاسب) را طی کرد تا اینکه در سال ۱۳۹۹ق، در سن بیست سالگی، به همراه پدر وارد ایران شد. پس از اقامت در قم، به حوزه علمیه آن شهر رفت و مباحث عالیه حوزوی را در آن حوزه طی کرد و وارد بحث خارج شد و از اساتیدی چون پدر و عمویش و دیگر مراجع نظیر حسین وحید خراسانی استفاده کرد.

## فعالیت‌ها
او در کویت برای شیعیان این کشور سخنرانی دینی و علمی داشت. در قم نیز به تدریس سطوح عالیه علوم دینی پرداخت. در سال ۱۴۰۷ق، او با نوشتن کتاب «الترتب»، اجازه اجتهاد کسب نمود. از آن پس به تدریس مباحث مختلف علوم دینی، چون فقه، اصول، تفسیر، رجال مشغول شد، اما پس از مدتی، مجبور به بازگشت به کویت شد و چند سال در آن جا اقامت نمود. او در سال ۱۴۲۲ق، برای بار دوم به ایران آمد و شروع به تدریس درس خارج فقه و اصول کرد. شیرازی همچنین در زمینه اصلاح جامعه و امور مردم نظریاتی داشت.

## ممنوعیت برگزاری مراسم چهلمین روز در عربستان
مقامات امنیتی عربستان سعودی از برگزاری مراسم چهلمین روز درگذشت او جلوگیری کردند.

## درگذشت
سید محمدرضا حسینی شیرازی در خرداد ۱۳۸۷ درگذشت و پس از تشییع در حرم فاطمه معصومه به عراق منتقل و در حرم حسین بن علی دفن شد.

## آثار
1. موسوعه الفقیه الشیرازی (۲۱ جلدی)
2. کیف نفهم القرآن
3. التدبر فی القرآن (۳ جلد)
4. ابحاث اصولیة (۴ جلد)
5. ومضات (بحوث عقائدیة و اخلاقیة)
6. سلسلة مهدویة
7. سلسلة الرسول و العترة علیه‌السّلام (۱۶ جلد)
8. تعلیقات علی مبانی منهاج الصالحین (۳ ملجد)
9. الرسول الاعظم رائد الحضارة الانسانیة
10. رسالة فی الاجتهاد و الاحتیاط و التقلید
11. المباحث الرجالیة
12. رسالة فی احکام النظر
13. رسالة فی قاعدة التسامح
14. رسالة فی الشهادة الثالثة
15. الشعائر الحسینیة
16. البراءة من اعداء الله
17. خطب الجمعة
18. وظیفتنا اتجاه الاموات[۱۴]
19. الترتب[۱۵]